# Apina callisto
Pour les articles homonymes, voir Callisto.
Espèce
Apina callisto est une espèce de lépidoptères (papillons) de la famille des Noctuidae qui contrairement à la plupart des Noctuidae vole le jour.
On le trouve en Australie depuis le sud du Queensland jusqu'en Tasmanie.
Il a une envergure d'environ 50 mm.
Sa chenille se nourrit sur de nombreux végétaux:

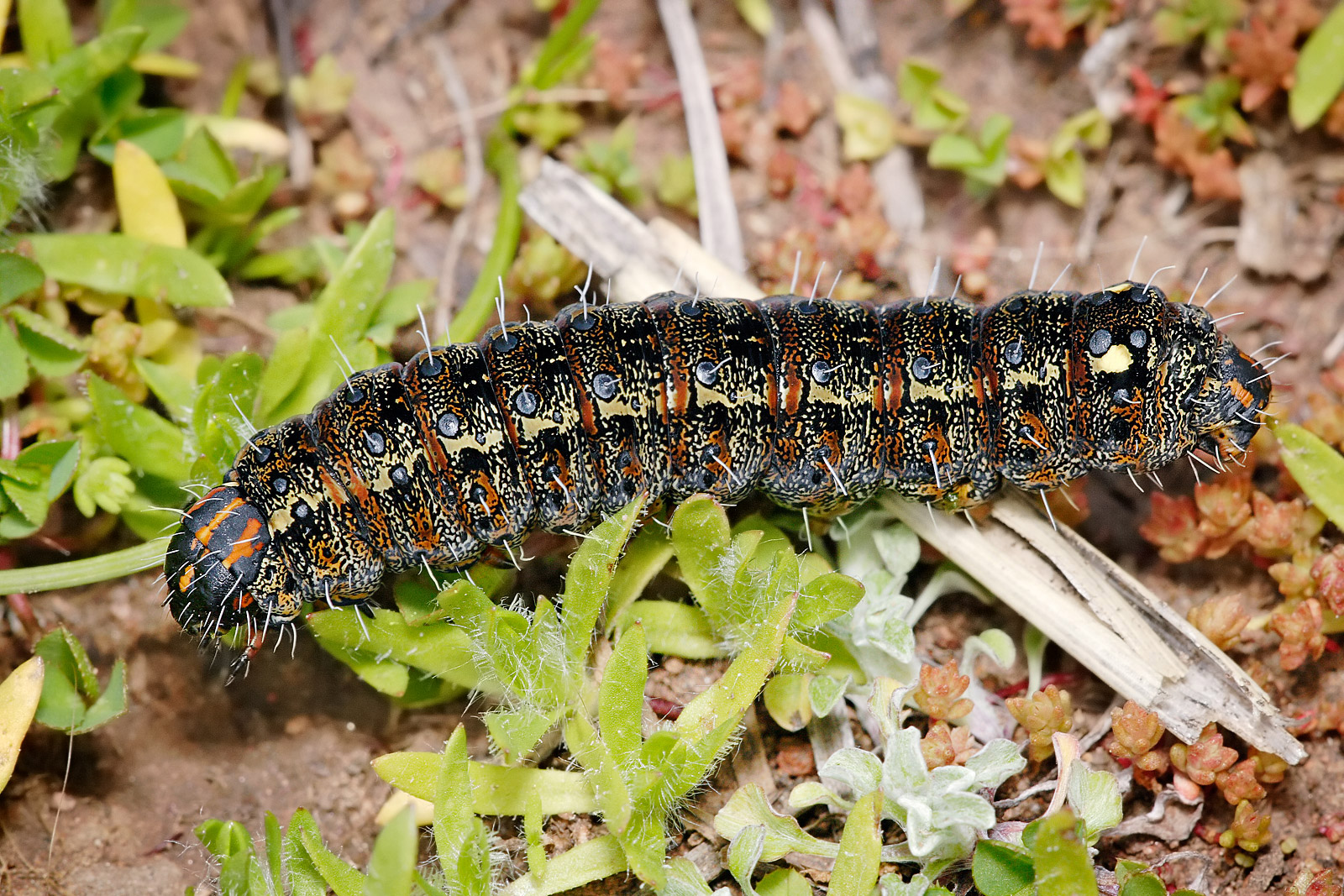
Chenille sur des feuilles dArctotheca

- Arctotheca
- Erodium
- Lepidium
- Malva
- Modiola
- Plantago
- Poaceae
- Rumex
- Salvia
- Sonchus
- Trifolium -

## Galerie

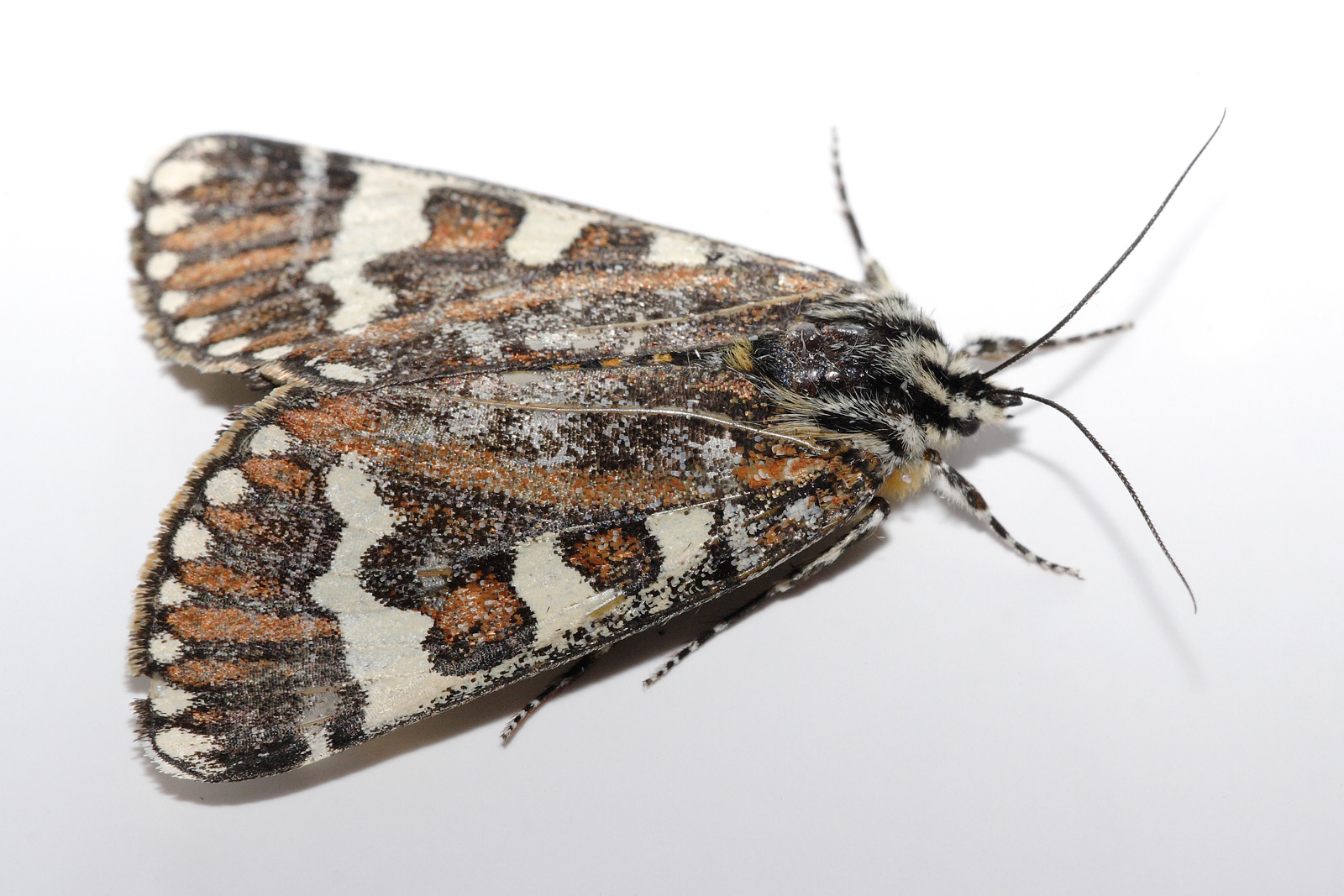
Imago
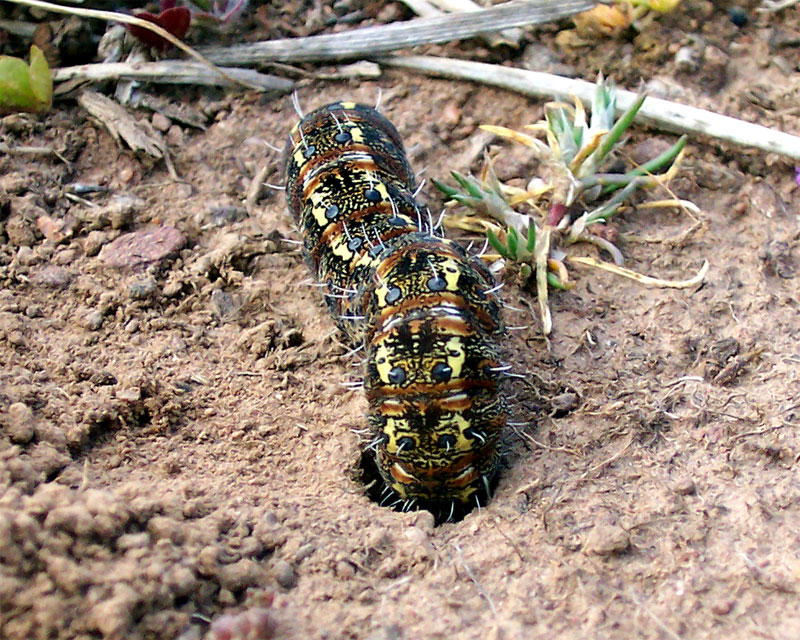
Chenille s'enfouissant pour se transformer en pupe

## Synonyme
- Amazelo callisto